# Bernard Lagneau
Bernard Lagneau (ur. 27 marca 1937 w Courbevoie, zm. 13 października 2024 w Luc-en-Diois) – francuski artysta plastyk. Od 1970 roku w swej twórczości używa kartonu i tektury falistej.
Do 1992 mieszkał i pracował w Paryżu, a potem w Luc-en-Diois (Drome) na południu Francji.
Dzieła Bernarda Lagneau można podzielić na grupy:

## Mechaniczne Światy Kartonów

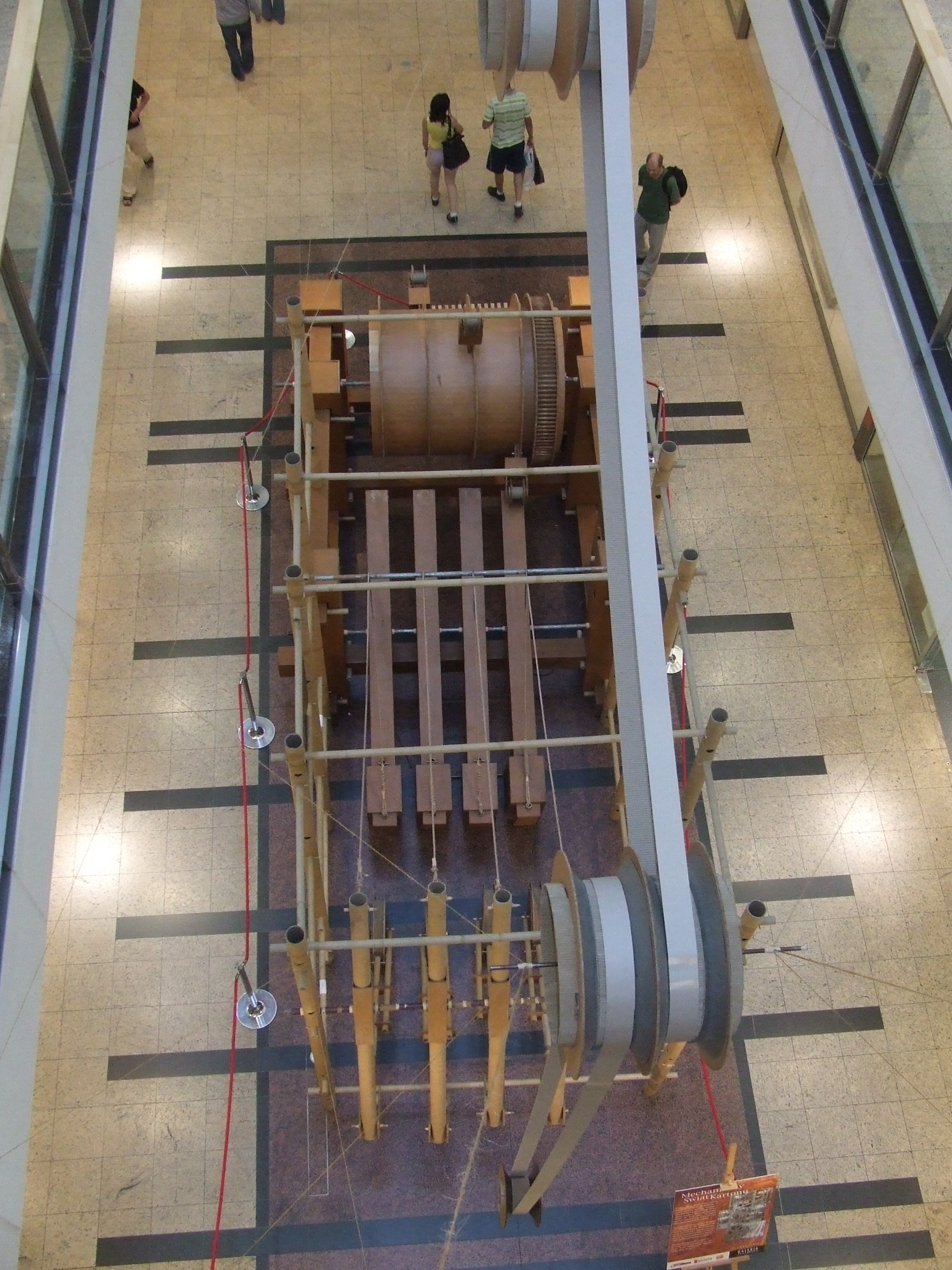
Mechaniczny Świat Kartonów w Krakowie

Od 1970 roku artysta tworzy dużych rozmiarów mechaniczne instalacje, czasem przekraczające długość 100 metrów i osiągające wysokość kilku metrów, złożone z kół i pasów z tektury falistej i napędzane silnikami elektrycznymi. Odwiedzający mogą wejść do środka. Ze względu na duże gabaryty, swoje dzieła artysta często prezentuje w centrach handlowych. Pierwsza wystawa w Polsce miała miejsce w Galerii Krakowskiej w dniach 1–14 września 2008 roku.

### Podłoże ideowe mechanicznych projektów z kartonu
Pomysł mechanizacji kartonu miał swoje źródło w przemyśleniach Bernarda Lagneau nad obcowaniem z książką. Artysta dostrzegał, że książka składa się z dwóch elementów: papieru i pisma, ale uważał, że ważniejszy jest papier, bo to on tworzy istotę książki. Same litery można by ułożyć w skrzynce, będą niosły treść, ale nie będą one jeszcze książką. Natomiast książka bez pisma jest pusta, ale nadal jest książką. Zatem materialność nośnika jest istotna. Namysł Bernarda Lagneau nad możliwościami, jakie daje papier (jest elastyczny, dość wytrzymały, daje się łatwo ciąć i modelować), legł u podstaw uczynienia go nośnikiem „kartonowych światów”. Natomiast sam sposób aranżowania kartonu nie wynika z odwzorowania pracy maszyn (choć podstawą każdej instalacji jest silnik elektryczny), lecz właśnie z przemyśleń nad drugim składnikiem książki – pismem, a konkretniej ograniczeniami, jakie ze sobą niesie. Z problemami tymi zetknął się Lagneau na czteroletnim kursie litograficznych technik liternictwa i kiedy w dwadzieścia lat później zaczął tworzyć instalacje z kartonu, odwołał się do tych swoich doświadczeń. Pismo ma dwojaką naturę: jest jednocześnie ruchem kolistym i ruchem wprzód. W regularność tego ruchu ręki wpisują się litery. Słowa biorą więc w niewolę rękę. Aby się z niej uwolnić, ręka musiałaby zataczać jedynie ruchy koliste. Ale to i tak nie uwolniłoby ręki, niezbędnym warunkiem zaistnienia pisma jest kontakt między narzędziem a nośnikiem (ołówkiem a papierem) – efektem i zarazem celem ruchu ręki w kreśleniu liter jest pozostawienie śladu. Ograniczeniem pisma jest jeszcze to, że ręka porusza się w linii poziomej. W zmechanizowanej przestrzeni Lagneau problemy te znikają: pismo (symbolizowane przez ciągi papierowych zwojów) nie wymaga linii poziomej, toczy się we wszystkich kierunkach, nie wymaga kontaktu z podłożem i odciskania śladu -nie ma tu rozróżnienia między nośnik a narzędzie, ulotne, według artysty, zmechanizowane pismo jego kartonowych instalacji staje się alter ego tradycyjnego pisma. Taśma stała się przekształceniem wierszy pisma, a ono samo nie jest śladem na papierze, ale samym papierem w kształcie wstęgi. Sam ruch kołowy ręki Lagneau umiejscowił w kołach zębatych, przez które przetaczają się zwoje papieru. Zachowany został podwójny ruch ręki: obrotowy kół i linearny taśmy.

## Mechaniczne odkrywanie krajobrazu
Zapoczątkowane zostało w twórczości Lagneau'a w 1978 roku. Punktem wyjścia dla artysty była nieregularność w krajobrazie: wysoki budynek, droga, most. Od nich wytyczał linię prostą, według której budował instalacje złożone z drewnianych kół, korb, lin z węzłami (nieraz mierzonych w kilometrach), wykorzystywanych jako pasy napędowe. Punktami wyjściowymi dzieł z 1978 roku były m.in.: wieża ciśnień, tama wodna, kościół, droga, dwie ulice, plac miejski, dwie sosny. Wykonanie mechanizacji przecinającej na wskroś budynek merostwa miało podważyć opozycję między wnętrzem a zewnętrzem.

## Nietrwałe obiekty architektoniczne
Pierwsze prace Bernard Ligneau zaczął prezentować w 1980 roku. Były one dwojakiego rodzaju:
- we wnętrzach
Obiekty zbudowane z belek, słupów, ze sklepieniami z tektury falistej, które umieszczono we wnętrzach dużych hal. Niekiedy były napędzane silnikiem (np. kołyszące się miasta w Ośrodku Kultury w Créteil w 1980 roku, ruchome ruiny w Muzeum Sztuk Pięknych w Hawr tego samego roku oraz instalacje w Muzeum Sztuki Nowoczesnej w Paryżu w 1984).
- na zewnątrz (od 1981 roku)
Obiekty na terenach miejskich i wiejskich o wysokościach i długościach kilkunastu metrów. Są to obiekty nietrwałe, niszczejące pod wpływem warunków atmosferycznych. Ich żywotność wynosi ok. miesiąca. Przykładowe instalacje: dwudziestometrowa wieża w Bourges, czternaście ruchomych obelisków przechadzających się ulicami Nantes, liceum z tektury w Créteil z 1983 roku, zbudowane wspólnie z uczniami miejscowego liceum zawodowego.

### Założenia ideowe
Obiekty instalowane na zewnątrz miały przeciwstawić się miastu, wprowadzić w jego architekturę zmianę, rywalizować z jej stabilnością. W przeciwieństwie do dzieł wystawianych we wnętrzach, które, aby zobaczyć, wymagają specjalnego przyjścia, te narzucają się wszystkim – również tym, którzy nie życzą sobie ich oglądania. Chcą sadowić się w życiu codziennym mieszkańców. Wprowadzają przejściowe zamieszanie, burzą przyzwyczajenia, zmuszają ludzi do innych zachowań np. do zmiany trasy.

## Serie miniaturowe
Od 1985 roku artysta tworzy serie o mniejszych rozmiarach:
- chaty-świątynie (1986–1987 rok)

Seria miniaturowych modeli, zwanych przez artystę "sztuką projektową":
- rozbitkowie (1988 rok)

Seria będąca owocem rozważań nad obrazem Géricault „Tratwa Meduzy” z 1819 roku:
- fotelowi ojcowie (1991-94 rok)

Seria figur na bujanych fotelach o wielkości od 30 cm do 3,5 m:
- kąpiące się (2002–2003 rok)

Seria kół napędzanych pasami.

## Galeria (Kraków 2008)

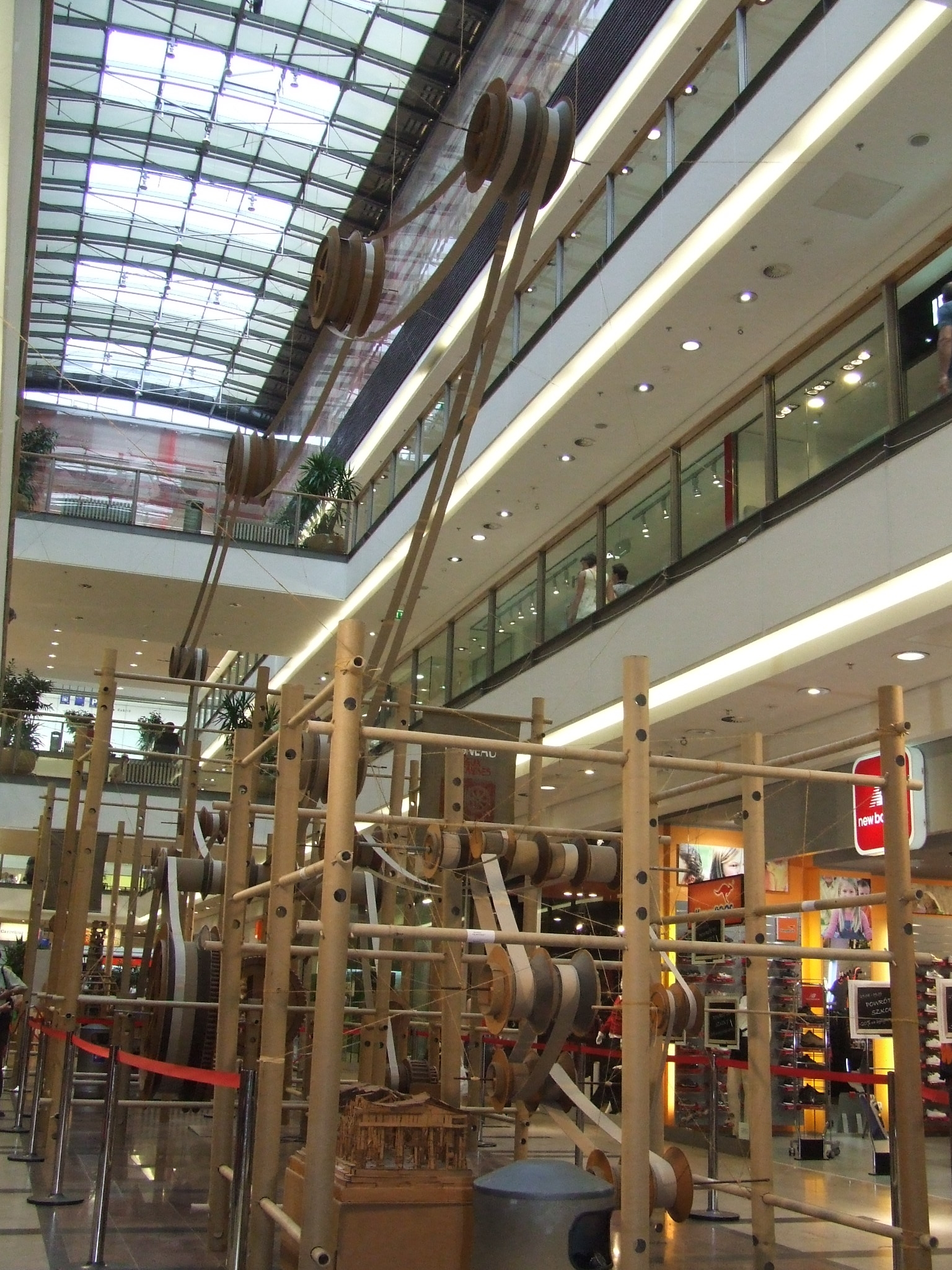
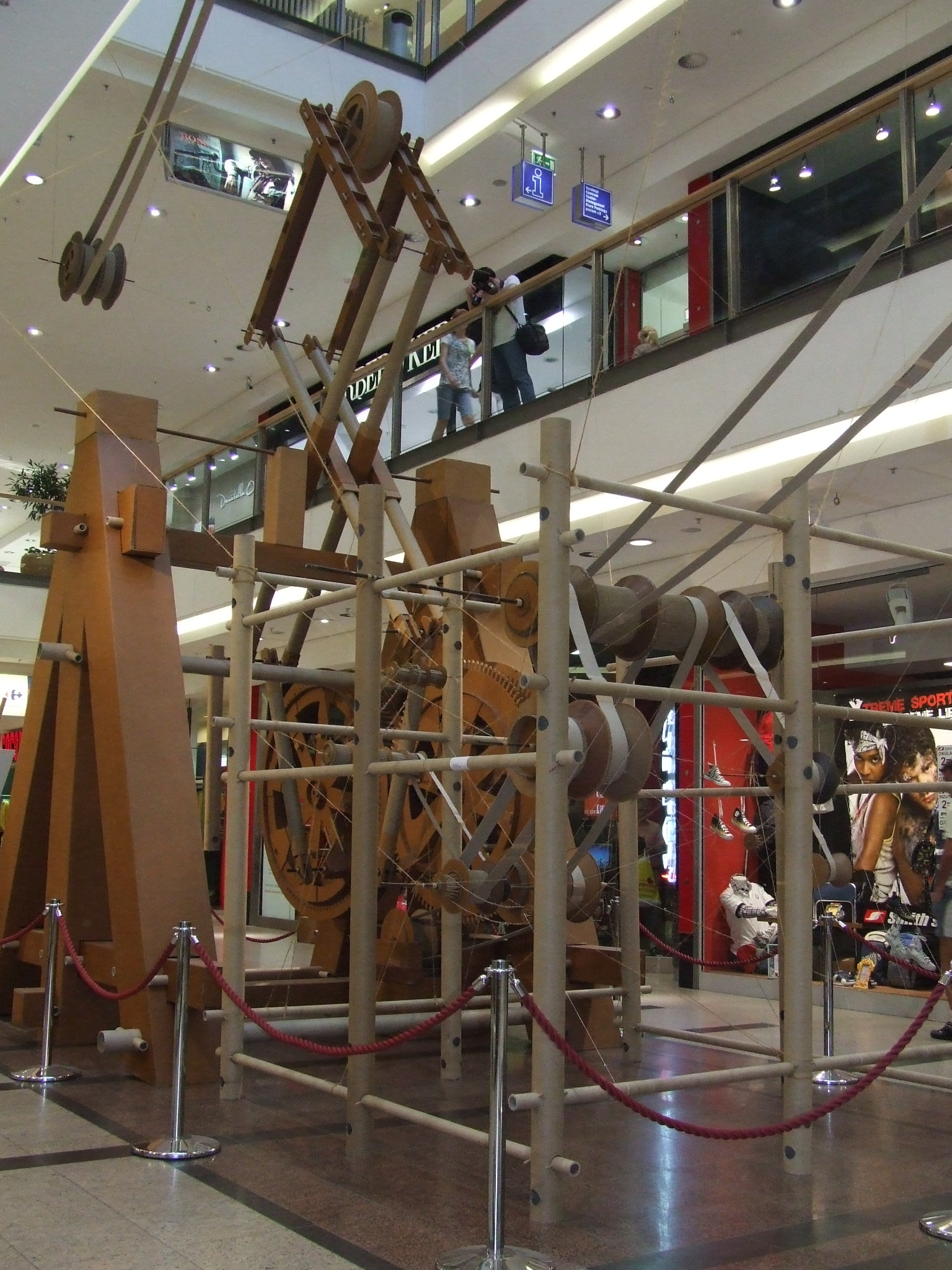
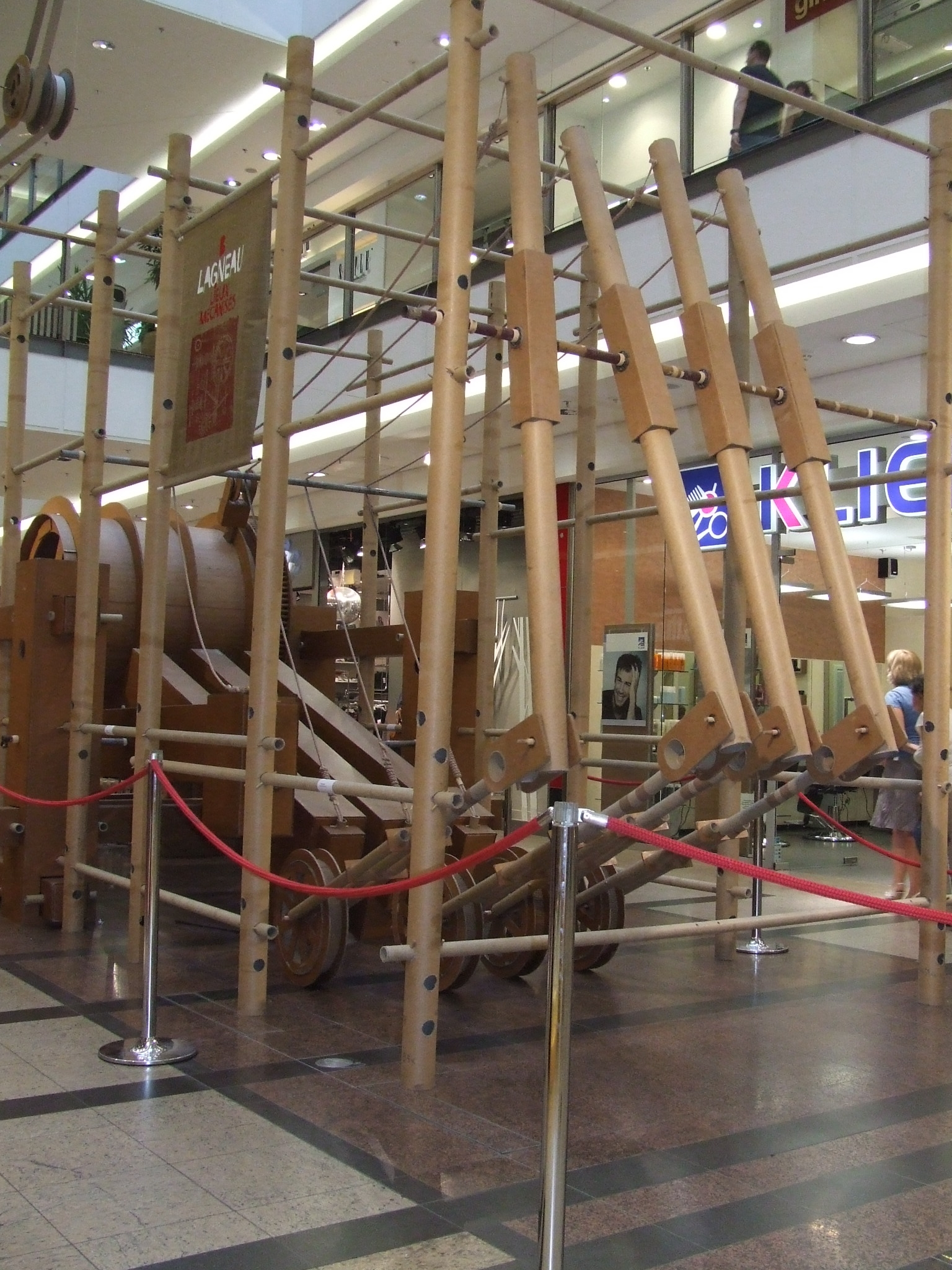
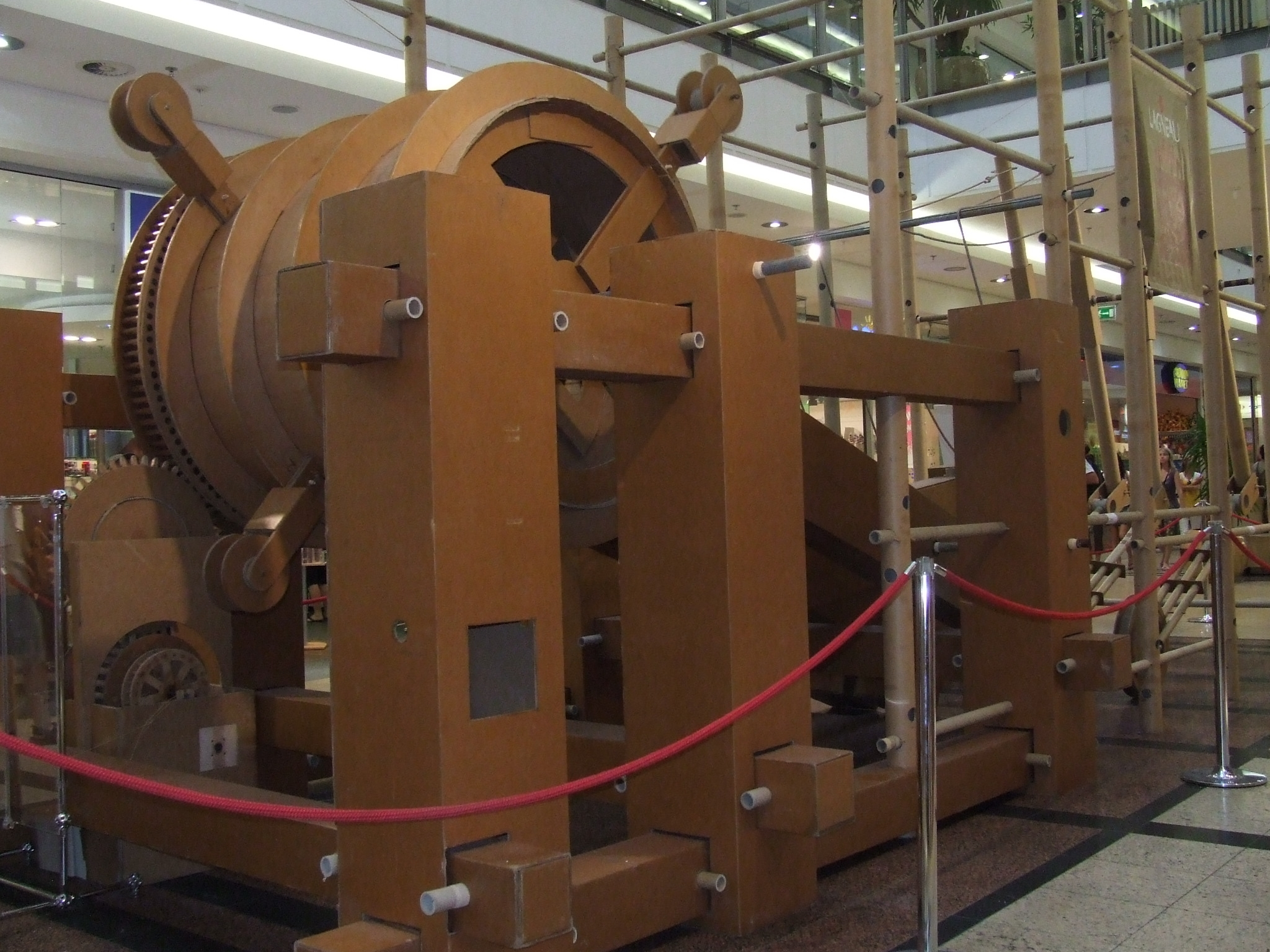
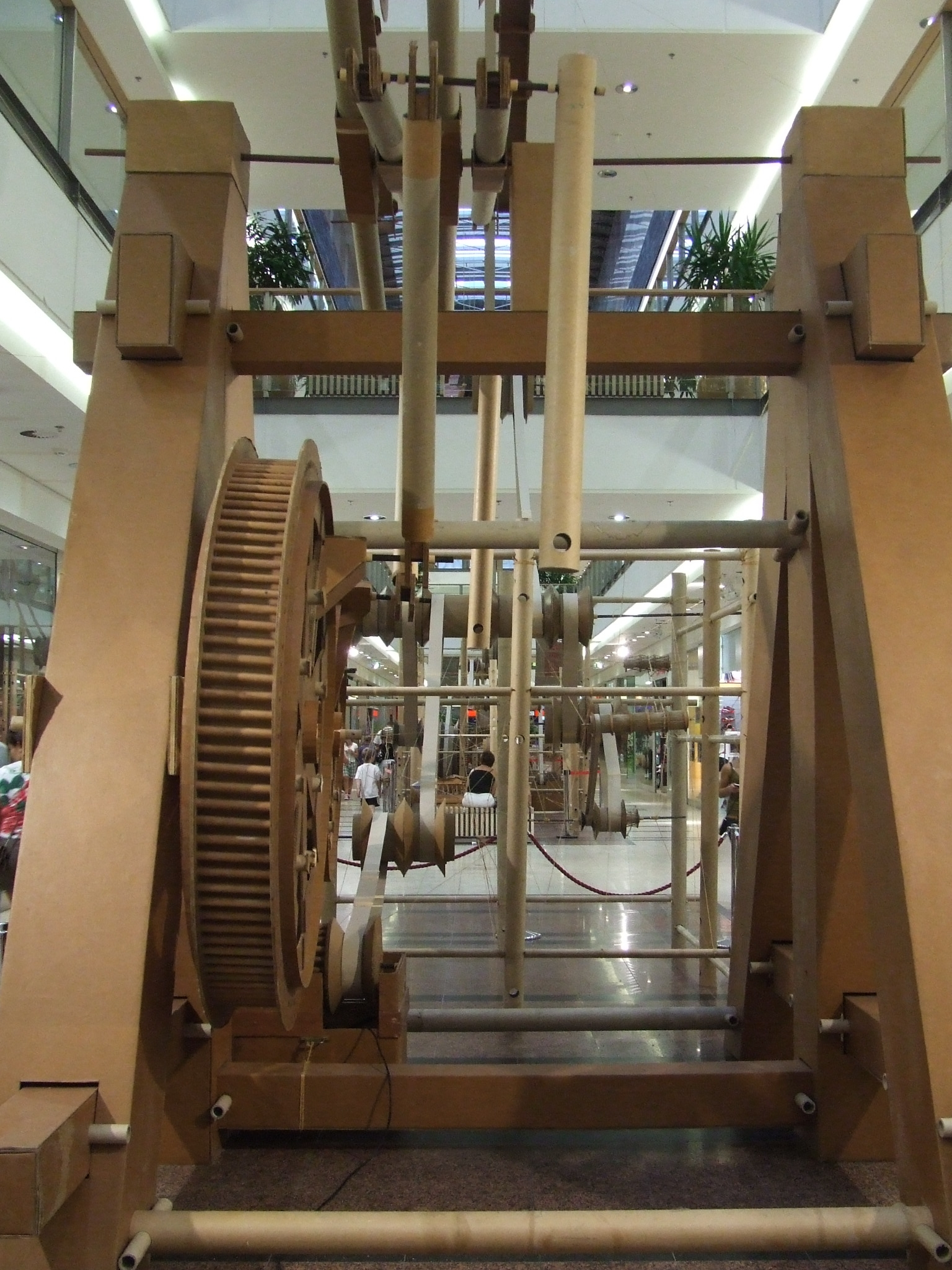
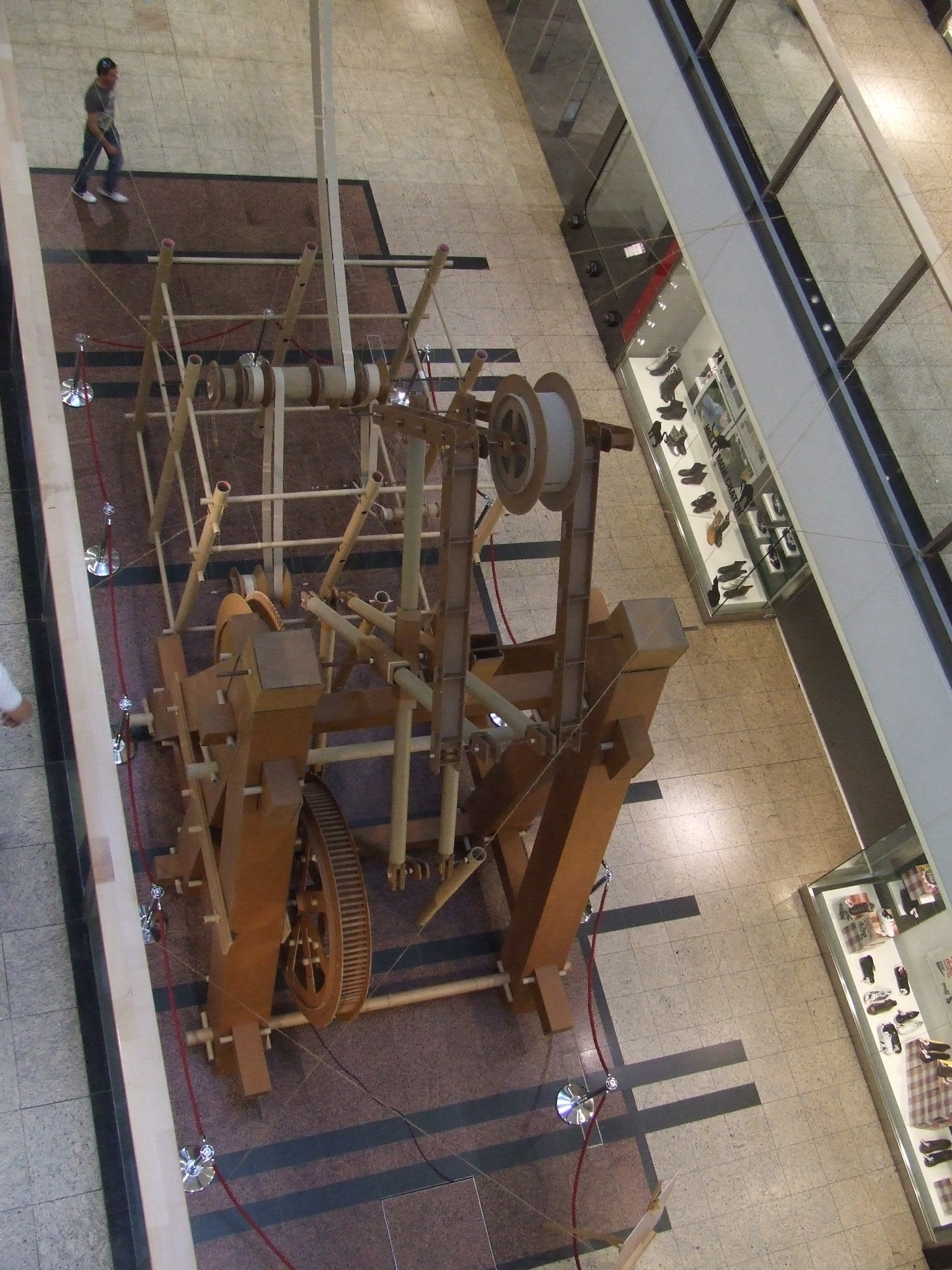
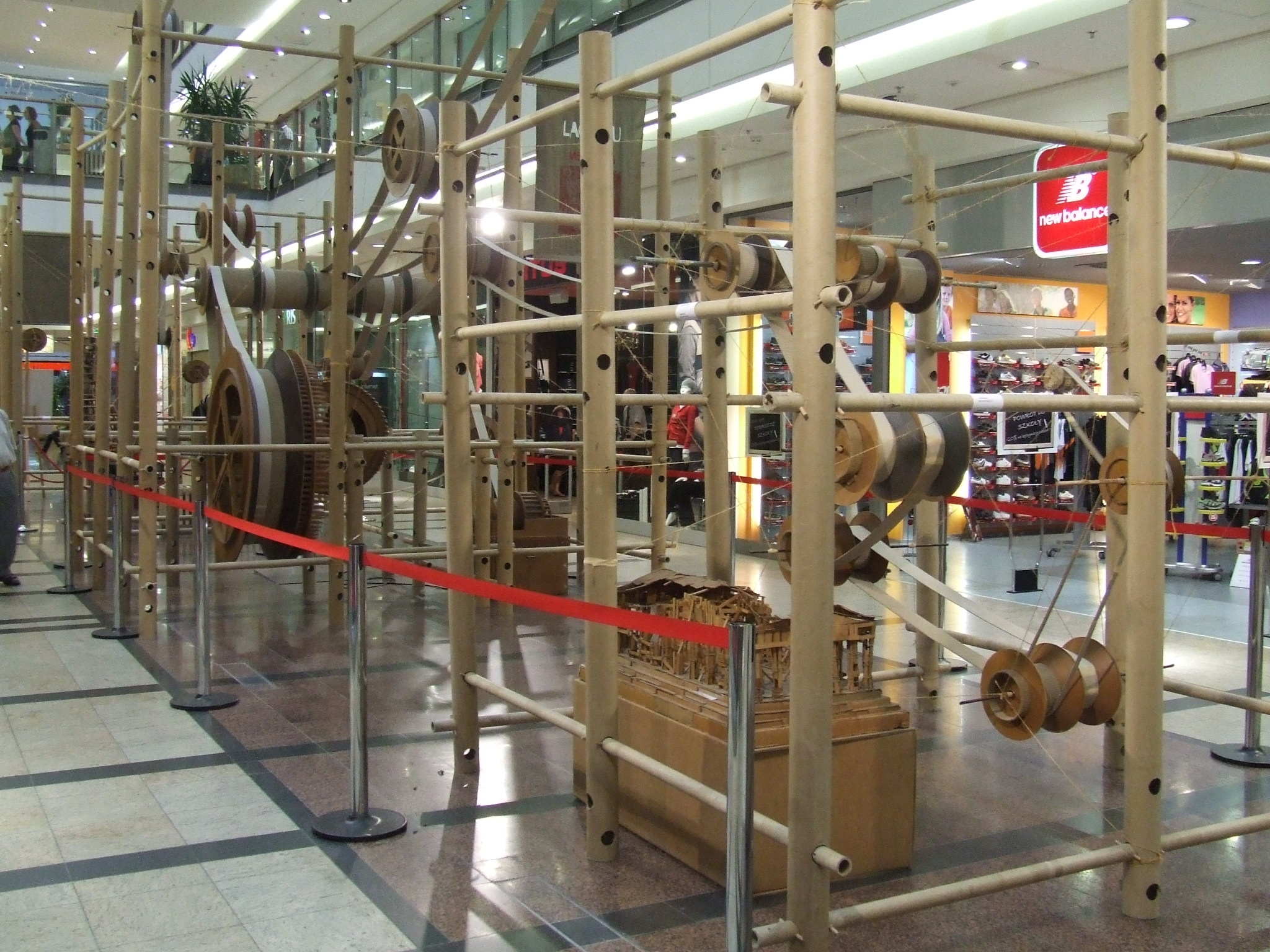
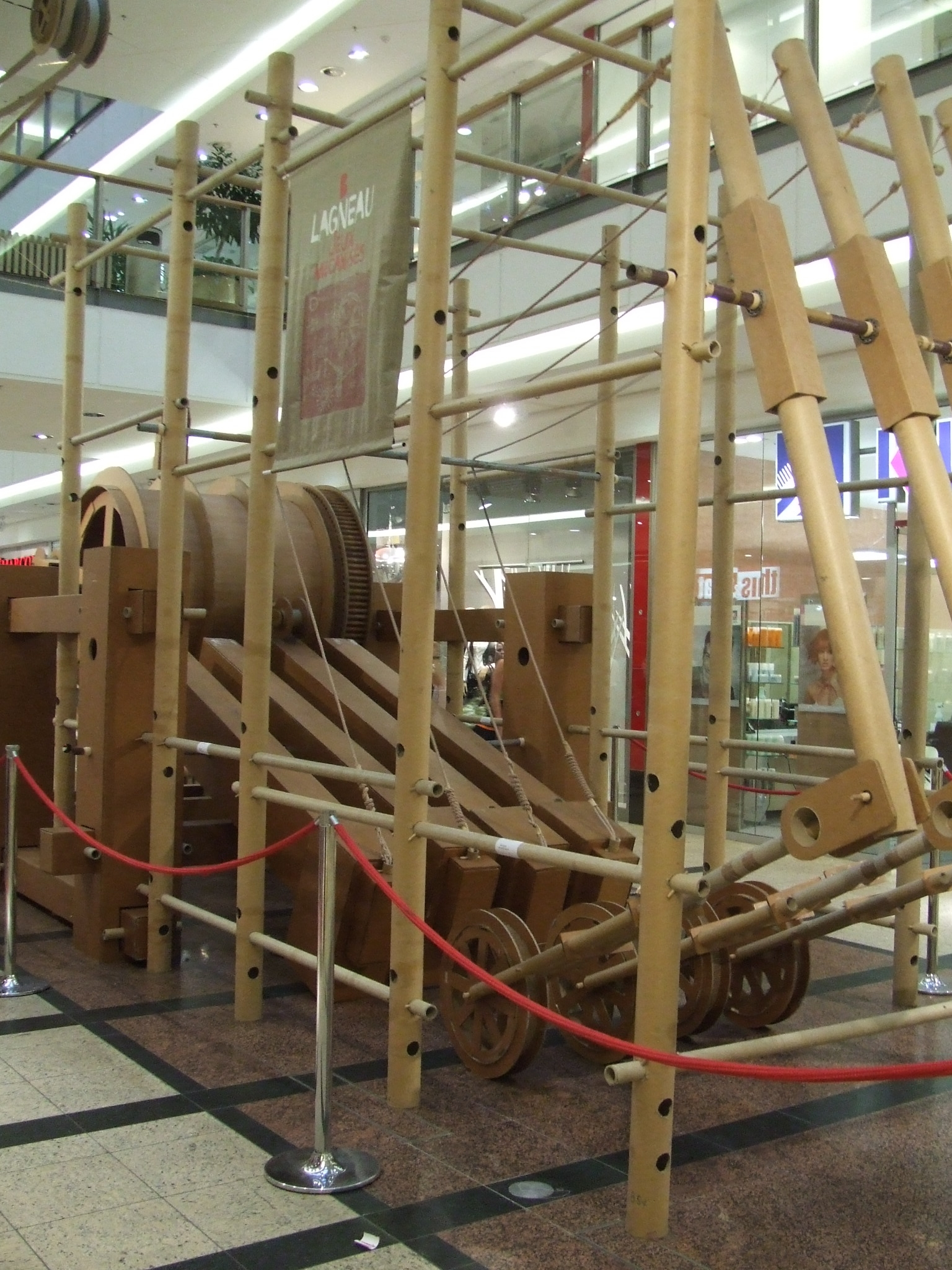